# エバレット・ホーランド・ジョーンズ
エバレット・ホーランド・ジョーンズ（Everett Holand Jones、1902年7月9日 - 1995年11月18日）は、第4代米国聖公会テキサス州西部教区主教である。

## 若年期と教育
1902年6月9日、アメリカ合衆国のテキサス州サンアントニオでリチャード・クラレンス・ジョーンズとアニド・ホーランドの息子として生まれる。サンアントニオの州立中等教育学校で教育を受け、その後はテキサス大学オースティン校に通い、1922年に教養学士号を取得して卒業した。またバージニア神学校でも学び、1927年に神学博士号を取得し、1943年にはユニバーシティ・オブ・ザ・サウス、バージニア神学校、およびトリニティ大学から名誉神学博士の称号を授与された。なお、トリニティ大学からは法学博士の称号を授与された。

## 聖職者叙任
1926年6月にセント・マーク監督教会において執事に叙任されたジョーンズは、テキサス州西部管区のウィリアム・テオドトス・ケーパース主教の聖職者按手により司祭に叙任された。1927年から1930年までテキサス州キュエロのグレース監督教会の教区牧師、その後は1930年から1938年までテキサス州ウェーコのセント・ポール教会の教区牧師を務めた。1938年にはワシントン大聖堂大聖堂参事会の律修司祭総長に任命され、その後サンアントニオのセント・マーク監督教会の教区牧師となり、1943年まで教区牧師を務めた。セント・マーク監督教会にいる間、自助グループのアルコホーリクス・アノニマスとグッド・サマリタン・センター（Good Samaritan Center）の地方支部であるキリスト教諸派宗教・健全センター（Ecumenical Center for Religion and Health）を設立した。

## 主教職
1943年5月18日に米国聖公会テキサス州西部教区の司祭に選出されたジョーンズは、同年9月24日にセント・マーク監督教会においてヘンリー・セントジョージ・タッカー総裁主教により米国聖公会テキサス州西部教区主教に叙任された。主教在任中、のちにビショップ・ジョーンズ・センター（Bishop Jones Center）と改名されたカテドラルハウス（Cathedral House）を教区本部として設立した。また主教在職中には教区内に住むヒスパニック系住民との間において重要な役割を果たし、1968年12月31日に主教職を退任した。1940年11月25日にヘレン・ミラー・カノンと結婚し、1人の子供をもうけた。1995年11月18日、長い闘病生活の末に故郷のサンアントニオで没した。